# Кысса (река)
Кысса — река в России, протекает в Койнасском сельском поселении Лешуконского района Архангельской области. Левый приток реки Мезень. Длина реки составляет 76 км. Впадает в Мезень напротив деревни Кысса.

## Данные водного реестра
По данным государственного водного реестра России относится к Двинско-Печорскому бассейновому округу, водохозяйственный участок реки — Мезень от истока до водомерного поста у деревни Малонисогорская. Речной бассейн реки — Мезень.
Код объекта в государственном водном реестре — 03030000112103000045173.